# جيري ساندرز
جيري ساندرز (بالإنجليزية: Jerry Sanders) هو سياسي أمريكي، ولد في 14 يوليو 1950 في الولايات المتحدة. حزبياً، نشط في الحزب الجمهوري. وقد انتخب رئيس الشرطة وانتخب عمدة سان دييغو ‏ (5 ديسمبر 2005 – 3 ديسمبر 2012).